# Maritiem Arbeidsverdrag
Het Maritiem Arbeidsverdrag (MAV) of het Verdrag betreffende maritieme arbeid (Maritime Labour Convention, MLC), beter bekend als MLC 2006, is een verdrag van de Internationale Arbeidsorganisatie (IAO) dat in 2006 is gesloten. Hierin zijn alle bestaande maritieme en andere arbeidsverdragen van de IAO gebundeld. Het verdrag wordt beschouwd als de vierde pijler van de maritieme regelgeving, naast de drie belangrijkste verdragen van de Internationale Maritieme Organisatie (IMO): SOLAS, MARPOL en STCW. Het verdrag heeft als doel de arbeidsomstandigheden en -voorwaarden van zeevarenden te verbeteren. Deze kunnen meer onder druk komen te staan dan bij reguliere werknemers, aangezien juist door het internationale karakter van de zeescheepvaart eenvoudiger bezuinigd kan worden. In het verdrag is niet alleen sprake van een bundeling van eerdere verdragen, maar ook van nieuwe eisen, vooral de certificering van de leef- en werkomstandigheden aan boord van zeeschepen, het certificaat maritieme arbeid of maritiem arbeidscertificaat (maritime labour certificate).

## Status
Het verdrag trad augustus 2013 in werking na ratificatie in 2012 door 30 landen, die tevens minimaal 33% van het wereldwijde totale bruto-tonnage van zeeschepen vertegenwoordigden. Dit laatste criterium is al in 2008 gehaald. Nederland ratificeerde het verdrag op 13 december 2011 (voor het Europese territorium).

## Nederland en België
Het verdrag behandelt zaken waarvoor de Europese Unie jurisdictie heeft, maar ook zaken waarvoor de individuele lidstaten verantwoordelijk zijn. De Europese Unie gaf daarom in 2007 de lidstaten toestemming en opdracht om het verdrag te ratificeren voor 1 januari 2011. Deze datum werd slechts door 4 lidstaten gehaald. Nederland ratificeerde het verdrag eind 2011, uitsluitend voor het Europese grondgebied. In België werd aanvankelijk geoordeeld dat de ratificatie een verantwoordelijkheid was van federale overheid en de gemeenschappen. Eind 2011 werd dit standpunt gewijzigd en moesten ook de gewesten hun goedkeuring geven. Eind april 2012 stemde het Vlaams parlement in met het voorstel voor het Vlaams gewest en de Vlaamse gemeenschap. In de andere gremia is het voorstel nog niet voorgelegd.